# Charline Labonté
Charline Labonté (* 15. Oktober 1982 in Greenfield Park, Québec) ist eine ehemalige kanadische Eishockeytorhüterin, die zuletzt für die Stars de Montréal respektive Les Canadiennes de Montréal in der Canadian Women’s Hockey League aktiv war. Mit insgesamt drei Goldmedaillen bei Olympischen Winterspielen und zwei Weltmeistertiteln gehört sie zu den erfolgreichsten Eishockeytorhüterinnen.

## Karriere
Labonté studierte zwischen 2005 und 2012 an der McGill University und schloss ihr Studium 2012 mit einem Master in Physical Education ab. Sie gewann bei den Olympischen Winterspielen 2006, bei den Olympischen Winterspielen 2010 und bei den Olympischen Winterspielen 2014 mit der kanadischen Eishockeymannschaft der Damen die Goldmedaille bei den Olympischen Spielen. Bei der Eishockey-Weltmeisterschaft der Frauen 2007 und bei der Eishockey-Weltmeisterschaft der Frauen 2012 gewann sie die Goldmedaille.
Labonté wohnt in Montreal und spielte ab 2012 für die Stars de Montréal, einer Fraueneishockey-Mannschaft aus der CWHL. 2016 gewann sie bei der Weltmeisterschaft eine weitere Silbermedaille und beendete anschließend ihre internationale Karriere. Insgesamt stand sie in 61 Länderspielen für Kanada im Tor und gewann von diesen 45. 16 Mal beendete sie ein Länderspiel ohne Gegentor.
Im September 2017 beendete sie ihre Karriere endgültig, nach dem sie mit den Les Canadiennes de Montréal den Clarkson Cup gewonnen hatte.

## Erfolge und Auszeichnungen
- 2008 CIS-Meister mit der McGill University
- 2009 CIS-Meister mit der McGill University
- 2011 CIS-Meister mit der McGill University

### NWHL und CWHL
- 2006 NWHL-Champions-Cup mit den Axion de Montréal
- 2015 Torhüter des Jahres in der CWHL
- 2015 Most Valuable Player des Turniers um den Clarkson Cup
- 2017 Gewinn des Clarkson Cup mit den Les Canadiennes de Montréal
- 2017 Torhüter des Jahres in der CWHL
- 2017 Most Valuable Player des Turniers um den Clarkson Cup

### International
- 2005 Silbermedaille bei der Weltmeisterschaft
- 2005 Bester Gegentorschnitt (0,00) und Fangquote (100 %) bei der Weltmeisterschaft
- 2006 Goldmedaille bei den Olympischen Winterspielen
- 2006 Bester Gegentorschnitt (0,33) und Fangquote (97,6 %) bei den Olympischen Winterspielen
- 2007 Goldmedaille bei der Weltmeisterschaft
- 2008 Silbermedaille bei der Weltmeisterschaft
- 2008 Bester Gegentorschnitt (1,30) bei der Weltmeisterschaft
- 2009 Silbermedaille bei der Weltmeisterschaft
- 2009 Beste Torhüterin der Weltmeisterschaft
- 2010 Goldmedaille bei den Olympischen Winterspielen
- 2011 Silbermedaille bei der Weltmeisterschaft
- 2012 Goldmedaille bei der Weltmeisterschaft
- 2013 Silbermedaille bei der Weltmeisterschaft
- 2014 Goldmedaille bei den Olympischen Winterspielen
- 2016 Silbermedaille bei der Weltmeisterschaft

## Privates
Labonté ist in einer Beziehung mit der kanadischen Eisschnellläuferin Anastasia Bucsis.